# 冬歌
『冬歌』（ふゆうた）は、様々なアーティストの冬の楽曲を集めたコンピレーション・アルバム。2004年11月26日発売。発売元はSony Music Direct/GT music。規格品番：MHCL-467。

## 解説
“冬”を舞台にした、または冬をイメージさせる楽曲を収録したコンピレーション・アルバム。
主に、1970年代のフォークソングが中心の選曲となっている。
冬の楽曲を集めた第2弾『冬歌2』が、翌2005年11月23日に発売された。

## 収録曲
1. 冬の稲妻（1977年10月5日）
  - 歌:アリス
  - 『第51回NHK紅白歌合戦』歌唱曲（メドレー）。
2. さらばシベリア鉄道（1981年3月21日）
  - 歌:大瀧詠一
  - 太田裕美へ提供した曲のセルフカバー（アルバム『A LONG VACATION』収録曲）。
3. 神田川（1973年9月20日）
  - 歌:かぐや姫
  - アルバム『かぐや姫さあど』（1973年7月20日）からリアレンジでシングルカットされた。
  - 『第43回NHK紅白歌合戦』では、初出場した南こうせつにより歌われた。
4. 白い冬（1974年9月21日）
  - 歌:ふきのとう、デビュー曲。
5. サボテンの花（1975年2月5日）
  - 歌: チューリップ
  - 1993年に財津和夫のセルフカバーがテレビドラマ主題歌に使用された。
6. 氷の世界（1973年12月1日）
  - 歌:井上陽水
  - 国内初のミリオンセラー・アルバム『氷の世界』収録曲。
7. 雪（1972年8月21日）
  - 歌:猫
  - 作詞・作曲:吉田拓郎、編曲:猫
8. 時のいたずら（1977年11月25日）
  - 歌:松山千春
9. ハートのイアリング（1984年11月1日）
  - 歌:松田聖子
10. 12月のエイプリル・フール（1985年11月21日）
  - 歌:EPO　クリスマスソング
  - 作詞・作曲:EPO、編曲:佐藤博
11. 最後の一葉（1976年9月1日）
  - 歌:太田裕美
12. 冬ざれた街（1974年2月21日）
  - 歌:五輪真弓
  - 作詞・作曲:五輪真弓、編曲:深町純
13. 落葉が雪に（1976年10月10日）
  - 歌:布施明
  - 『第27回NHK紅白歌合戦』歌唱曲。
  - サントリー・ゴールドラベルコマーシャルソング。
14. 冬の色（1974年12月10日）
  - 歌:山口百恵
  - 本楽曲で初のオリコンチャート第1位を獲得した。
15. 哀しい妖精（1976年9月1日）
  - 歌:南沙織
  - 『第27回NHK紅白歌合戦』歌唱曲。同時期発表の英語バージョンもあり。
16. 夢のつづき（1984年9月21日）
  - 歌:村下孝蔵
17. 冬物語（1973年4月21日）
  - 歌:天地真理
  - アルバム『若葉のささやき』収録曲。
  - フォー・クローバースのカバー（シングル「冬物語」1972年10月10日）
18. さようなら（1973年6月25日）
  - 歌:NSP　デビュー曲。
  - 作詞・作曲:天野滋、編曲:福井崚

## 関連作品
- 春の桜と優雅に語らう17の知恵（2005年2月23日）
- 春歌（2006年3月1日）
- 夏歌（2004年6月23日）
- 夏歌2（2005年6月22日）
- 秋の夜長と上手につきあう17の知恵（2004年9月23日）
- 秋歌（2005年8月31日）
- 冬歌2（2005年11月23日）